# اکلیا
اکلیا (به انگلیسی: Aklia) یک منطقهٔ مسکونی در هند است که در پنجاب (هند) واقع شده‌است.